# Césaire ou la Puissance de l'esprit
Césaire ou la Puissance de l'esprit est un drame en deux actes de Jean Schlumberger, publié en 1921. La pièce est représentée pour la première fois au Théâtre des Mathurins à Paris le 2 mai 1922.

## L'intrigue
Dans un abri en bord de mer, deux pauvres pêcheurs vivent avec leur jeune mousse. Dans le huis clos de leur cabane, les deux hommes ressassent leur amour passé pour la même femme. Benoît, viril et volontaire, l'a séduite et possédée tandis que son rival Césaire, impuissant et malingre détient toutefois les armes de l'esprit.
Sous les yeux du jeune Lazare, Césaire entreprend petit à petit une intense manipulation psychologique envers Benoît, à force d'insinuations et de subtiles suggestions. L'autre pêcheur doute de plus en plus d'avoir été l'amant de cette femme ou si en réalité Césaire l'a été. Au bout de cette confrontation de jalousie, Benoît commet le meurtre de son bourreau mais au moment de rendre l'âme, Césaire parvient à semer un doute pervers qui continuera à hanter son assassin, au-delà de sa mort.

## Mises en scène de la pièce
- Théâtre des Mathurins à Paris le 2 mai 1922 avec Jean Fleur (Benoît), Delaitre (Césaire), Madeleine Geoffroy (Lazare) dans une mise-en-scène de Gaston Baty.
- Théâtre des Mathurins à Paris 9 avril 1964 avec Claude Titre (Benoît), Jacques Dumesnil (Césaire) et Patrick Maurin / Patrick Dewaere (Lazare) dans une mise en scène de Jean-Paul Cisife.

## Jugements sur la pièce
Extrait de la critique de François Mauriac pour la représentation de 1928 avec le metteur en scène créateur : Ces deux actes de M. Jean Schlumberger sont émouvants, inquiétants comme tout ce que nous donne ce rare écrivain dont le dernier roman, Un homme heureux, est une œuvre marquante, qu'on n'a pas assez remarquée et qui sûrement s'imposera.